# Make Me Believe
Make Me Believe är debutalbumet från den filippinska sångerskan Aicelle Santos som gavs ut 1 oktober 2007. Albumet innehåller 11 låtar. "Ikaw Pa Rin" och "Make Me Believe" gavs ut som singlar från albumet. Santos var själv med och skrev låtarna "All Gone (My Lingering's Over)" och "Tunay Bang libigin".

## Låtlista
1. Ikaw Pa Rin – 4:25
2. Lullabies – 3:53
3. Make Me Believe – 4:21
4. All Gone (My Lingering's Over) – 3:24
5. A House Is Not a Home – 5:06
6. Nasaan – 4:02
7. Give Me One Reason – 4:11
8. Tunay Bang libigin – 4:19
9. Kung Bakit Ngayon – 4:29
10. All the Man That I Need – 3:18
11. Maghihintay – 3:17